# Dása
Dása či dásja je sanskrtský výraz s širokou škálou významů. V pramenech védského období, z nichž nejvýznamnější a nejstarší je Rgvéd, jsou dásové či dásjové  démonické bytosti nepřátelské hromovládci a králi bohů Indrovi či skutečný lid nepřátelský Indoárijcům, snad původní obyvatelstvo Indie. Kromě toho je v Rgvédu dvakrát či třikrát užito ve smyslu „služebník, nevolník, otrok“, což nejspíše  naráží na zotročení domorodců, a tento význam slov dása a dásja se stal převládajícím v post-klasickém sanskrtu. Slovo také rozšířilo svůj význam specificky na služebníka či oddaného stoupence určitého boha.
Ke konkrétním údajům uváděným o dásech v Rgvédu patří například to že jeden z dásů ze měl za manželky Ápah „Vody“ nebo že Indra zničil sedm dáských pevností. K dásům patří například Šušna, hadí protivník Indry způsobující sucho, k dalším uváděným v různých pramenech patří především Namuči a Šambara, méně často jsou za ně označováni Pipru, Cumuru, Dhuni, Varcin, Nahavástva, a jednou též Tváštra a had Ahí.
Na původní identitu dásů nahlíží různí badatelé mnoha způsoby:
- Arthur Macdonnel se domnívá že slovo původně znamenalo pozemského nepřítele a až později bylo chápáno jako označení démonů.[1]
- Michael Witzel spojuje slovo dása s podobnými indoevropskými výrazy pro nepřítele či cizince jako je avestánské daháka a dnha, latinské dahi a řecké daai.[2]
- Asko Parpola spojuje slovo dása s jménem íránského kmene Dahae.[3]

- keltisté Alwynn Reese a Brinley Reese dásy spojují s Déssi „vazaly“, kteří se stali vyhnanci poté, co zabili syna velekrále a usídlili se v provincii Munster, symbolicky spojené s třídou nevolníků a služebníků[4]